# Thomery
Thomery is een gemeente in het Franse departement Seine-et-Marne (regio Île-de-France) en telt 3268 inwoners (2004). De plaats maakt deel uit van het arrondissement Fontainebleau.
Schilderes Rosa Bonheur woonde en had haar atelier vanaf 1859 tot haar dood in het kasteel van By. Haar atelier is bewaard gebleven en omgevormd tot een museum (Musée de l'Atelier Rosa Bonheur).

## Geografie
De oppervlakte van Thomery bedraagt 3,7 km², de bevolkingsdichtheid is 883,2 inwoners per km².
De onderstaande kaart toont de ligging van Thomery met de belangrijkste infrastructuur en aangrenzende gemeenten.

## Demografie
Onderstaande figuur toont het verloop van het inwonertal (bron: INSEE-tellingen).